# КК Артланд дрегонс
КК Артланд дрегонс (енгл. Artland Dragons) је бивши немачки кошаркашки клуб из Квакенбрика. 

## Историја
Клуб је основан 1955. године као кошаркашка секција спортског друштва QTSV Квакенбрик. У највишем рангу надметао се од 2003. године и ту је највећи успех било друго место у сезони 2006/07. Једини трофеј клуба је Куп Немачке освојен 2008. године, а годину дана раније је био и његов финалиста.
На међународну сцену иступио је 2007. године играњем у Еврокупу и у овом такмичењу је учествовао 5 сезона, док је највиши домет био пласман међу 16 најбољих (у сез. 2008/09.). У Еврочеленџу је играо три сезоне, а најдаље је доспео до четвртфинала (у сез. 2011/12).
У мају 2015. клуб је обзнанио одлуку о распуштању професионалног кошаркашког тима.

## Успеси

### Национални
- Првентсво Немачке:
  - Вицепрвак (1): 2007.

- Куп Немачке:
  - Победник (1): 2008.
  - Финалиста (1): 2007.

- Суперкуп Немачке:
  - Финалиста (1): 2008.

## Учинак у претходним сезонама
| Сез.     | Првенство Немачке | Куп Немачке  | Европско такмичење         |
| -------- | ----------------- | ------------ | -------------------------- |
| 2006/07. | Вицепрвак         | Финалиста    | -                          |
| 2007/08. | Четвртфинале ПО   | Победник     | УЛЕБ куп - Топ 16          |
| 2008/09. | 9. место          | -            | Еврокуп - Топ 16           |
| 2009/10. | 9. место          | -            | Еврочеленџ - Топ 16        |
| 2010/11. | Полуфинале ПО     | Полуфинале   | Еврочеленџ - Квалификације |
| 2011/12. | Полуфинале ПО     | Четвртфинале | Еврочеленџ - Четвртфинале  |
| 2012/13. | Четвртфинале ПО   | Полуфинале   | Еврокуп - Топ 32           |
| 2013/14. | Полуфинале ПО     | Четвртфинале | Еврокуп - I фаза           |
| 2014/15. | 11. место         | -            | Еврокуп - I фаза           |

## Познатији играчи
- Јан Јагла
- Горан Јеретин
- Ник Кејнер-Медли
- Петар Поповић
- Тајрис Рајс